# Inkvilinizem
Inkvilinízem (iz latinske besede inquilinus - stanovalec) je prostorsko sožitje (simbioza) dveh vrstno različnih organizmov, pri čemer je samo en organizem odvisen od drugega, vendar mu ne škoduje, in je tip priskledništva oz. komenzalizma. Odnos omogoči inkvilinu, da poskrbi za zarod in ohranitev vrste.
Primeri tega so npr. migetalkarji iz družine Vorticellidae, ki so pritrjeni na vodne bolhe iz družine Daphnia, ter razne žuželke, ki živijo v domovih glodavcev in se hranijo z ostanki hrane, glivami itd. 
Najbolj raznoliki inkvilinistični odnosi so prisotni v asociaciji z gnezdi oz. kolonijami socialnih žuželk, še posebej z mravljami in termiti, pri čemer lahko ena kolonija vzdržuje več deset različnih inkvilinov. Primer tega so torej inkvilinistične vrste mravelj, ki so sicer socialni paraziti, tj. v širšem smislu tip parazitov, ki izkoriščajo interakcije socialnih organizmov. Zaradi tega je izvor tovrstnih inkvilinov še vedno predmet razprav, in sicer naj bi se po interspecifični hipotezi razvili iz nezajedavskih vrst v inkviline drugih nezajedavskih vrst, po intraspecifični hipotezi pa naj bi šlo za proces speciacije.
Inkvilinizem je prisoten tudi pri vodnih nevretenčarjih, ki deloma ali v celoti preživijo v fitotelmah določenih rastlin, kot so Wyeomyia smithii, Metriocnemus knabi‎ in Habrotrocha rosa‎, ki prebivajo v kritosemenkah vrste Sarracenia purpurea.
Če pride zaradi inkvilinov do motenj presnove (metabolizma) gostitelja, lahko postane inkvilin zajedavec (parazit).